# Обуховское сельское поселение (Кировская область)
Обуховское сельское поселение  — упразднённое муниципальное образование в составе Пижанского района Кировской области России.
Центр — село Обухово.

## История
Обуховское сельское поселение образовано 1 января 2006 года согласно Закону Кировской области от 07.12.2004 № 284-ЗО.
К 2021 году упразднено в связи с преобразованием муниципального района в муниципальный округ.

## Население
| 2010 | 2012 | 2013 | 2014 | 2015 | 2016 | 2017 |
| ---- | ---- | ---- | ---- | ---- | ---- | ---- |
| 607  | ↗612 | ↘595 | ↘586 | ↘575 | ↘545 | ↗547 |
| 2018 | 2019 | 2020 | 2021 |      |      |      |
| ↘540 | ↘507 | ↘499 | ↘467 |      |      |      |

## Состав сельского поселения
| № | Населённый пункт | Тип населённого пункта       | Население |
| - | ---------------- | ---------------------------- | --------- |
| 1 | Бурдино          | деревня                      | 30        |
| 2 | Водозерье        | деревня                      | 6         |
| 3 | Медведица        | деревня                      | 0         |
| 4 | Мохово           | деревня                      | 3         |
| 5 | Мыс              | деревня                      | 19        |
| 6 | Нижняя Коковка   | деревня                      | 0         |
| 7 | Обухово          | село, административный центр | 484       |
| 8 | Шарыгино         | деревня                      | 65        |